# Echinopsis mataranensis
Echinopsis mataranensis là một loài thực vật có hoa trong họ Cactaceae. Loài này được Cárdenas mô tả khoa học đầu tiên năm 1970.